# Beltsville 300
Beltsville 300 var ett Nascar-lopp som kördes på den 0,5 mile (805 m) långa ovalbanan Beltsville Speedway i Beltsville i Maryland 1966–1970. Åren 1966–1967 kördes 200 varv och 1968–1970 kördes 300 varv. Beltsville 300 var ett av två cup-lopp som årligen kördes på Beltsville Speedway; det andra var Maryland 300 som kördes 1965–1969. Banunderlaget var under samtliga år asfalt.

## Tidigare namn
- Beltsville 200 (1966-1967)[1]

## Vinnare genom tiderna
| Säsong  | Datum   | Nr | Förare        | Team/ bilägare       | Konstruktör | Distans | Distans       | Tid     | Snitthastighet (mph) | Rapport |
| Säsong  | Datum   | Nr | Förare        | Team/ bilägare       | Konstruktör | Varv    | Miles (km)    | Tid     | Snitthastighet (mph) | Rapport |
| ------- | ------- | -- | ------------- | -------------------- | ----------- | ------- | ------------- | ------- | -------------------- | ------- |
| 1966    | 15 juni | 55 | Tiny Lund     | Lyle Stelter         | Ford        | 200     | 100 (160,934) | 1:21.44 | 73,409               | Rapport |
| 1967    | 19 maj  | 14 | Jim Paschal   | Tom Friedkin         | Plymouth    | 200     | 100 (160,934) | 1:23.26 | 71,036               | Rapport |
| 1968    | 17 maj  | 17 | David Pearson | Holman Moody         | Ford        | 300     | 150 (241,407) | 2:00.15 | 74,844               | Rapport |
| 1969    | 16 maj  | 71 | Bobby Isaac   | K&K Insurance Racing | Dodge       | 300     | 150 (241,407) | 2:03.12 | 73,059               | Rapport |
| 1970    | 15 maj  | 71 | Bobby Isaac   | K&K Insurance Racing | Dodge       | 300     | 150 (241,407) | 1:17.50 | 76,370               | Rapport |
| Källor: |         |    |               |                      |             |         |               |         |                      |         |

### Förare med flera segrar
| Vinster | Förare      | År         |
| ------- | ----------- | ---------- |
| 2       | Bobby Isaac | 1969, 1970 |

### Team med flera segrar
| Vinster | Team           | År         |
| ------- | -------------- | ---------- |
| 2       | Nord Krauskopf | 1969, 1970 |

### Konstruktörer efter antal segrar
| Vinster | Konstruktör | År         |
| ------- | ----------- | ---------- |
| 2       | Ford        | 1966, 1968 |
| 2       | Dodge       | 1969, 1970 |
| 1       | Plymouth    | 1967       |